# Alaskahase
Der Alaskahase (Lepus othus) ist eine Säugetierart aus der Gattung der Echten Hasen innerhalb der Hasentiere. Sein Verbreitungsgebiet ist auf den Westen Alaskas beschränkt.

## Merkmale
Der Alaskahase ist die größte Hasenart in Nordamerika und erreicht eine Körperlänge von 50 bis 70 Zentimetern mit einer Schwanzlänge von etwa 8 Zentimetern. Die hinteren Füße sind mit etwa 20 Zentimetern sehr lang und ermöglichen die Fortbewegung auf Schnee. Ein Sexualdimorphismus liegt nicht vor. Die Körperfärbung weist einen Saisondimorphismus auf: Im Sommer besitzen die Tiere ein graubraunes Oberfell und ein weißes Unterfell, während sie im Winter ein vollständig weißes Fell ausbilden. Die einzige Ausnahme stellt die schwarze Spitze der Ohren dar, die ganzjährig vorhanden ist. Jungtiere kommen im Sommer zur Welt und sind etwas dunkler als die ausgewachsenen Tiere.
Der Kopf der Tiere ist robust gebaut und die oberen Schneidezähne sind sehr stark gebogen. Anders als die meisten anderen Hasenarten besitzen Alaskahasen relativ kurze Ohren, um einen möglichst geringen Wärmeverlust zu gewährleisten. Die Krallen sind kurz und ermöglichen das Graben im Schnee.

## Verbreitung

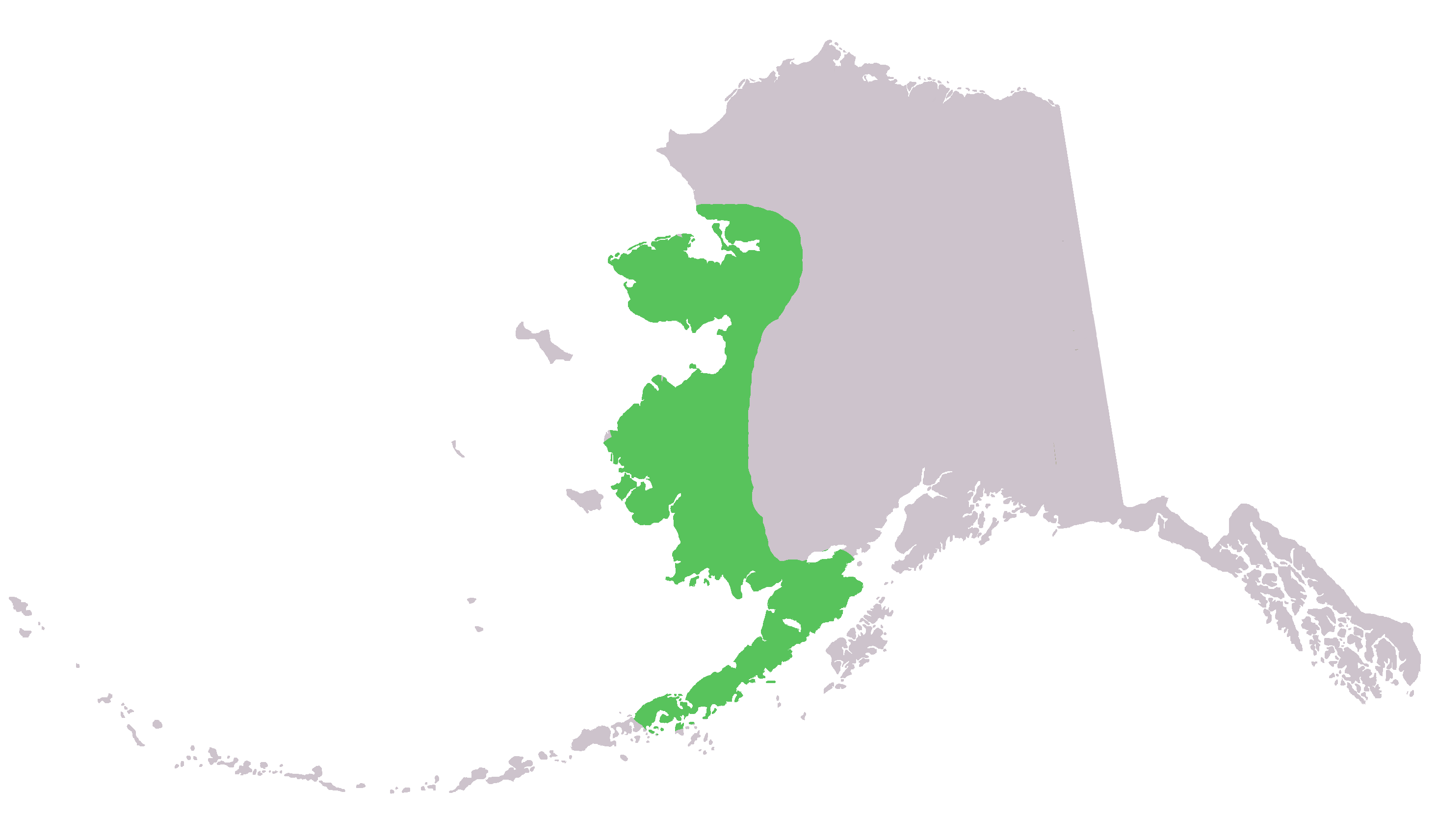
Verbreitungsgebiet des Alaskahasen

Das Verbreitungsgebiet des Alaskahasen beschränkt sich auf den Westen und den Südwesten Alaskas, Vereinigte Staaten. Dabei kommt der Hase in Höhenlagen bis 660 Metern vor. Bis vor einigen Jahren wurde zudem eine Verbreitung auf der Tschuktschen-Halbinsel, Russland, angenommen. Die dortigen Populationen sind jedoch nach molekularbiologischer Untersuchung näher mit dem Schneehasen (Lepus timidus) verwandt.
Der Lebensraum des Alaskahasen ist geprägt von steinigen Hangflächen und der offenen Tundra, meistens in höheren Lagen.

## Lebensweise
Die Tiere sind vor allem dämmerungsaktiv und damit am Abend und am Morgen aktiv und auf Nahrungssuche. Sie sind mit Ausnahme der Paarungszeit Einzelgänger.

### Ernährung
Alaskahasen ernähren sich wie andere Hasen der arktischen Regionen von holzigen und grünen Pflanzenteilen von Zwergweiden, Gräsern, Seggen und Heidepflanzen der Tundra. Dabei fressen sie Zweige, Schösslinge, Rinden und auch Wurzeln der Pflanzen. Außerdem fressen sie grüne Gräser, Beeren und auch Blumen, wenn diese verfügbar sind.

### Fortpflanzung
Die Paarungszeit der Alaskahasen liegt im April bis Mai. In dieser Zeit bilden sie Gruppen von 20 und mehr Tieren. Die Tragzeit beträgt etwa 46 Tage und die Weibchen bringen im Gegensatz zu anderen Hasenarten nur einmal im Jahr, im Sommer vom Juni bis Juli, Jungtiere zur Welt. Die Wurfgröße liegt dabei bei vier bis acht, im Durchschnitt bei fünf bis sechs, Jungtieren. Diese kommen in offenen Nestern oberirdisch mit einem vollständigen Fellkleid und offenen Augen als Nestflüchter zur Welt, sind also direkt nach der Geburt aktiv.

## Systematik
Der Alaskahase wird als eigenständige Art den Echten Hasen (Gattung Lepus) zugeordnet. Allerdings wurde der Artstatus teilweise angezweifelt und eine Zusammenführung mit dem Polarhasen (Lepus arcticus) oder dem Schneehasen (Lepus timidus) vorgeschlagen, die als nächste Verwandte gelten.

## Gefährdung und Schutz
Die Art wird von der International Union for Conservation of Nature and Natural Resources (IUCN) aufgrund der Bestandsgröße als „nicht gefährdet“ (Least concern) eingeschätzt. Ein Rückgang des Bestandes und eine größere Bedrohung sind nicht bekannt, allerdings gibt es auch nur wenige Forschungsberichte zu der Art.